# Ley Ácida
La Ley Ácida es una reforma legislativa en distintos estados de la República Mexicana que por el nuevo Artículo 135 Bis del Código Peal, castiga el ataque con ácido, sustancias químicas u otra sustancia corrosiva con intención de hacer daño o feminicidio.

## Antecedentes
También conocida como Ley Malena en honor a María Elena Ríos, una saxofonista sobreviviente de un ataque con ácido en 2019.
El 9 de marzo de 2023 la Cámara de Diputados aprobó por unanimidad que se impongan siete a quince años de prisión o una multa de 300 a 700 veces la Unidad de Medida y Actualización vigente (UMA), a aquella persona que cause lesiones por sí mismo o por intermediarios a otra persona utilizando cualquier tipo de ácido, sustancia corrosiva, irritante, tóxica o líquido inflamable.
Debido a que el 85% de los atacantes fueron hechos por hombres, la reforma contempla penas de hasta 22 años y medio a personas que ataquen o atenten con ácido en contra de mujeres, personas con discapacidad o menores de edad. Asimismo cuando las lesiones llegan a considerarse como un intento de feminicidio la pena puede aumentar hasta los 46 años. 
Esta reforma también incluye una modificación al segundo párrafo al artículo 36 de la Ley General de Víctimas, para detallar que se garantice el acceso a cirugías reconstructivas para víctimas de lesiones por ataque con ácido.
El 6 de marzo de 2023 participó junto con la diputada Marcela Fuente Castillo y otras activistas y sobrevivientes de ataques con ácido en el congreso CDMX foro Ley Malena: No Mas Violencia Ácida, que busca tipificar la violencia ácida como feminicidio.

## Estados que han tipificado la conducta
- Aguascalientes[9]
- Baja California[9]

Aprobada el 29 de enero de 2023 en el congreso de Baja California.
- CDMX

Fue publicada el 19 de febrero de 2024 en la gaceta de la Ciudad de México.
- Estado de México[9]
- Hidalgo[9]
- Oaxaca[9]
- Puebla

El 2 de marzo de 2023 fue votada a favor por el congreso local de Puebla.
- Quintana Roo

Aprobado el 18 de octubre de 2023 en el congreso local de Quintana Roo.
- San Luis Potosí[9]